# U 196
U 196 war ein U-Boot vom Typ IX D2, ein sogenanntes „Fern-U-Boot“, das während des Zweiten Weltkriegs im U-Boot-Krieg durch die Kriegsmarine im Südatlantik und im Indischen Ozean eingesetzt wurde. U 196 absolvierte die längste U-Bootunternehmung des Krieges, während der es 225 Tage auf See blieb.

## Technische Daten
Die AG Weser war bereits seit 1934 mit dem Bau von U-Booten für die Reichsmarine (später Kriegsmarine) beauftragt. Nach Kriegsbeginn spezialisierte die Werft sich auf den Bau von Booten des großen Typs IX, wobei ein jährlicher Ausstoß von 36 Booten vorgesehen war – eine Menge, die bei Weitem nicht erreicht wurde. Im Jahr 1942 lieferte die AG Weser zehn U-Boote des Typs IX D2 aus. Diese Boote wurden auch Ozeanboote oder Ostasienboote genannt und verdrängten über Wasser 1.616 t und im getauchten Zustand 1.804 t. Ein Boot des Typs IX D2 war 87,58 m lang, 7,5 m breit und hatte einen Tiefgang von 5,35 m. Die insgesamt 5.400 PS starken Dieselmotoren erreichten eine Höchstgeschwindigkeit von 19 kn, was 35,7 km/h entspricht. Bei Unterwasserfahrt trieben die insgesamt 1.100 PS der zwei Elektromotoren das Boot zu einer Höchstgeschwindigkeit von 6,9 kn an – das sind 12,8 km/h. IX D2-Boote waren mit 24 Torpedos bewaffnet, die aus 4 Bug- und 2 Hecktorpedorohren ausgestoßen werden konnten. Zusätzlich verfügten diese Boote über Artilleriebewaffnung. U 196 war das einzige Boot seiner Klasse, das über zwei 10,5-cm-Utof-Kanonen verfügte.

## Geschichte
U 196 lief während seiner Verwendungszeit zu drei Unternehmungen aus. Kommandant Kentrat versenkte auf seinen Feindfahrten mit diesem Boot zwei Schiffe, beschädigte eines und meldete, ein weiteres torpediert zu haben.

### Im Indischen Ozean
Im Sommer 1943 wurde U 196 mit weiteren sechs Fern-U-Booten in den Indischen Ozean beordert. Davon brach eines, U 195, die Fahrt ab und ein weiteres, U 197, wurde versenkt. Das erfolgreichste Boot dieser Gruppe war U 181, dessen Kommandant Wolfgang Lüth im Anschluss an diese Fahrt mit den Schwertern und Brillanten zum Eichenlaub des Ritterkreuzes ausgezeichnet wurde. Bei einem Rendezvous zwischen U 196 und U 181 hatte Kommandant Kentrat – obwohl er zu diesem Zeitpunkt selbst erst zwei Schiffe versenkt hatte – diesem die Übergabe von Torpedos und Nahrungsmitteln angeboten, was Lüth allerdings ablehnte. Die deutschen U-Boote wurden bei dieser Operation durch das Tankschiff Charlotte Schliemann unterstützt, das als Versorger und provisorische Basis diente. Im Rahmen dieses Einsatzes absolvierte U 196 die längste U-Bootunternehmung des Zweiten Weltkrieges.

### Erste Feindfahrt
U 196, unter Korvettenkapitän Eitel-Friedrich Kentrat, lief am 13. März 1943 von Kiel aus. Nach dem Marsch über die Ostsee, sowie Brennstoffergänzung in Marviken, operierte das Boot im Südatlantik, dem Indischen Ozean, vor Durban, East London und Port Elizabeth, der Straße von Mosambik, vor den Seychellen, Komoren und Madagaskar. Es wurde am 22. Juni 1943 vom deutschen Versorger CHARLOTTE SCHLIEMANN mit 235 m³ Brennstoff und Proviant versorgt. U 196 konnte auf dieser Unternehmung 2 Schiffe mit 12.285 BRT versenken. Nach 224 Tagen (längste Unternehmung eines U-Bootes im Zweiten Weltkrieg) und zurückgelegten zirka 30.700 sm über und 1.965 sm unter Wasser, lief U 196 am 23. Oktober 1943 in Bordeaux ein.
- 11. Mai 1943: Versenkung des britischen Frachters SS Nailsea Meadow (4.962 BRT). Sie transportierte Panzer und Zubehör für die 8. Armee unter General Montgomery in Ägypten.

- 3. August 1943: Versenkung des britischen Frachters CITY OF ORAN (7.323 BRT) durch einen Torpedo.

### Zweite Feindfahrt
U 196, unter Korvettenkapitän Eitel-Friedrich Kentrat, lief am 11. März 1944 von La Pallice aus. Nachdem beim Tieftauchversuch das GHG ausgefallen war, ging es zurück nach La Pallice. Nach der Reparatur und dem erneuten Auslaufen operierte das Boot im Südatlantik, im Indischen Ozean, bei den Lakkadiven und Malaya. Außerdem hatte es 1.404 Flaschen Quecksilber, 9.158 Barren Aluminium, 46 Bund Rund-Stahl, 11 Bund Vierkant-Stahl und 105 Kisten Roh-Optik-Glas geladen. U 196 gehörte zur U-Boot-Gruppe MONSUN. Das Boot wurde am 9. April 1944 von U 488 mit 60 m³ Brennstoff und Proviant versorgt. Es konnte auf dieser Unternehmung 1 Schiff mit 5.454 BRT versenken. Nach 152 Tagen lief U 196 am 10. August 1944 in Penang ein.
- 9. Juli 1944: Versenkung des britischen Frachters SHAHZADA (5.454 BRT).

### Dritte Feindfahrt
U 196, unter Oberleutnant zur See Werner Striegler, lief am 30. November 1944 von Batavia aus. Seit diesem Tag ist das Boot verschollen. Es gab seit dem Auslaufen keine Meldung mehr ab. Das Boot sollte U 510 und U 843 für den Rückmarsch nach Deutschland versorgen und anschließend zum Batteriewechsel nach Kobe gehen.

### Verlust
U 196 verließ am 30. November 1944 Batavia. Als Operationsgebiet war die Javasee vorgesehen. Ab diesem Zeitpunkt gab U 196 keine Meldungen mehr ab und gilt daher seitdem als vermisst. Als ursächlich für den Verlust wird ein Tauchunfall angenommen, der beim testweisen Tauchen mit einem mit Bordmitteln gebauten Schnorchel eintrat.